# Giuliano Razzoli
Giuliano Razzoli (n. 18 decembrie 1984, Reggio Emilia, Italia) este un schior alpin italian, medaliat olimpic. A participat la 2 ediții ale Jocurilor Olimpice (2010, 2014) în care a câștigat o medalie de aur.